# Savigna
Savigna is een plaats en voormalige gemeente in het Franse departement Jura (regio Bourgogne-Franche-Comté) en telt 108 inwoners (2009). De plaats maakt deel uit van het arrondissement Lons-le-Saunier. Savigna is op 1 januari 2917 gefuseerd met de gemeente Chatonnay,  Fétigny en Légna tot de gemeente Valzin en Petite Montagne. 

## Geografie
De oppervlakte van Savigna bedraagt 9,8 km², de bevolkingsdichtheid is dus 11 inwoners per km².
De onderstaande kaart toont de ligging van Savigna met de belangrijkste infrastructuur en aangrenzende gemeenten.

## Demografie
Onderstaande figuur toont het verloop van het inwonertal (bron: INSEE-tellingen).